# شهرستان مونرو (ایندیانا)
شهرستان مونرو، ایندیانا (به انگلیسی: Monroe County, Indiana) شهرستانی در ایالات متحده آمریکا است که در ایندیانا واقع شده‌است.